# Mokobeng
Mokobeng è un villaggio del Botswana situato nel distretto Centrale, sottodistretto di Mahalapye. Il villaggio, secondo il censimento del 2011, conta 2.535 abitanti.

## Località
Nel territorio del villaggio sono presenti le seguenti 4 località:
- Maaladiatla di 22 abitanti,
- Madibela,
- Mmamoeledi di 6 abitanti,
- Rabadimo di 20 abitanti